# Nagara-Klasse
Die Nagara-Klasse (japanisch 長良型軽巡洋艦 Nagara-gata kei-jun’yōkan) war eine Klasse von sechs Leichten Kreuzern der Kaiserlich Japanischen Marine, die in den 1920er Jahren gebaut wurden und im Zweiten Weltkrieg zum Einsatz kam.

## Geschichte

### Entwurf und Bau
Die Nagara-Klasse war eine nur leicht veränderte Variante der vorangegangenen Kuma-Klasse. Während man die Abmessungen und die Wasserverdrängung beibehielt, versuchte man den späteren Einsatz eines Bordflugzeuges von Anfang an in das Konzept zu integrieren. Die Lösung für das Problem glaubte man bei Schiffen der Royal Navy gefunden zu haben: Ein fest eingebautes Katapult am Bug, so dass sich das gesamte Schiff vor dem Start eines Aufklärungsflugzeuges, wie ein Flugzeugträger, gegen den Wind drehen konnte, um einen optimalen Startvorgang zu gewährleisten.
Später ergaben sich aus dieser, zunächst einleuchtenden, Idee zahlreiche Probleme: Ein Katapult mit einem Flugzeug darauf, unmittelbar vor der Brücke, bot eine gute Angriffsfläche für den Wind und insbesondere bei schwerer See auch für überkommendes Wasser, so dass das Flugzeug bei schlechtem Wetter zerstört worden wäre. Weiterhin war ein mit leicht brennbarem Treibstoff gefülltes Flugzeug, das direkt über den nach hinten offenen Hauptgeschützen auf dem Vorschiff stand, ein hohes Sicherheitsrisiko bei einem Gefecht. Aus diesen Gründen konnte ein Flugzeug nur unmittelbar vor einem Start auf das Katapult gehoben werden. Der durch Waffen und Brückenaufbauten begrenzte Platz auf dem Vorschiff machte diese Aktion aber schwierig und zeitaufwändig – so entschied man sich für einen kleinen Flugzeughangar innerhalb des Brückaufbaus, in dem ein Bordflugzeug mit eingeklappten Flügeln gelagert werden konnte. Bei Bedarf wurde es aus dem Hangar auf das Katapult geholt. Der Standardflugzeugtyp war die Yokosuka Ro-go Ko-gata.
Im Verlauf des Pazifikkrieges fielen die, nun durch das Radar weitgehend überflüssigen, Aufklärungsflugzeuge der Schiffe schließlich ganz weg, oder wurden auf Katapulte auf dem Achterdeck verlegt.
Die Bewaffnung der Kuma-Klasse mit sieben 14-cm-L/50-Geschützen, zwei 8-cm-L/40-Geschützen und zwei Flugabwehrmaschinengewehren wurde beibehalten. Auch die Positionierung der Waffen blieb gleich. Die Torpedobewaffnung der Vorgängerklasse war ebenso vorgesehen. Jedes Schiff trug acht 61-cm-Torpedorohre in vier Zwillingssätzen für Torpedos vom Modell Typ 8.
Der Panzerschutz beschränkte sich auf eine Gürtelpanzerung von 6 cm Stahl und einer Deckspanzerung von 3 cm Stahl.
Die Nagara-Klasse behielt die Silhouette der Vorgängerklasse, mit Ausnahme des Flugzeugkatapultes, bei. Die Schiffe verfügten über zwölf Dampfkessel, davon zehn mit Schweröl und zwei mit Kohle befeuert. Andere Quellen geben das Verhältnis mit acht zu vier an. Vier Dampfturbinen ließen eine Höchstgeschwindigkeit von 36 Knoten zu.

### Modernisierungen
Im Vorlauf und im Verlauf des Pazifikkrieges wurden die Schiffe kontinuierlich modernisiert. Um sie für einen möglichst breiten Aufgabenbereich verwenden zu können, wurden Radarsysteme, Sonarsysteme, Wasserbomben und eine verstärkte Flugabwehrbewaffnung eingebaut.

## Einheiten

### Nagara
Die Nagara wurde im September 1920 in Sasebo auf Kiel gelegt und lief im April 1922 vom Stapel. Sie wurde im Pazifikkrieg eingesetzt. Im Zweiten Japanisch-Chinesischen Krieg fuhr sie ihre ersten Einsätze und wurde später im Pazifikkrieg eingesetzt. Sie gehörte in der Anfangsphase ab 1941 zur Deckungsgruppe zahlreicher japanischer Landungsoperationen im Pazifik, war im Juni 1942 gemeinsam mit den japanischen Flugzeugträgern in der Schlacht um Midway eingesetzt und wurde nach der Vernichtung der Träger zu Vizeadmiral Nagumos Flaggschiff. Sie war später Führungsschiff der 10. Zerstörerflottille und wurde am 7. August 1944 vom U-Boot USS Croaker bei den Amakusa-Inseln durch einen Torpedotreffer versenkt.

### Isuzu
Die Isuzu wurde im August 1920 in Uraga auf Kiel gelegt und lief im Oktober 1921 vom Stapel. Im Pazifikkrieg gehörte sie zur Flotte der Invasionsstreitmacht, die die britische Kronkolonie Hongkong am 8. Dezember 1941 eroberte. Sie nahm an zahlreichen weiteren Operationen im Krieg teil und überstand die Schlachten um Guadalcanal und im Oktober 1944 die Schlacht von Leyte. Im November 1944 wurde sie von einem Torpedo getroffen und schwer am Heck beschädigt. Nach Abschluss der Reparaturen wurde im April 1945 mehrfach zum Ziel amerikanischer B-24 und B-25 Bomber und durch Bombentreffer beschädigt. Gleichzeitig wurde sie von U-Booten angegriffen. Sie wurde zunächst mehrfach von Torpedos verfehlt, aber am 7. April schließlich, zwischen Sumbawa und Komodo, durch drei Torpedos so schwer getroffen, dass ihr Vorschiff abbrach und sie unterging.

### Yura
Die Yura wurde im Mai 1921 in Sasebo auf Kiel gelegt und lief im Februar 1922 vom Stapel. Im Zweiten Japanisch-Chinesischen Krieg führte sie Sicherungsaufgaben bei japanischen Landungsoperationen aus. Im Pazifikkrieg war sie zunächst an der Landung japanischer Truppen in Französisch-Indochina beteiligt. Im April 1942 nahm sie an der Attacke im Indischen Ozean teil. Später wurde sie zu den Einsätzen bei den Salomonen-Inseln abkommandiert. Sie war an Einsätzen des Tokyo Express nach Guadalcanal beteiligt und wurde dabei zum Ziel von Luftangriffen. Am 24. Oktober 1942 wurde sie von mehrfach von Sturzkampfbombern, Jagdflugzeugen und B-17 Bombern angegriffen und so schwer beschädigt, dass sie aufgegeben werden musste. Japanische Zerstörer versenkten das Wrack.

### Natori
Die Natori wurde im Dezember 1920 in Nagasaki auf Kiel gelegt und lief im Februar 1922 vom Stapel. Zu Beginn des Pazifikkrieges war sie als Eskorte für japanische Landungstruppen eingesetzt, die die Philippinen erobern sollten. Bereits am 10. Dezember 1941, zwei Tage nach Kriegsbeginn, wurde sie von B-17 Bombern angegriffen und leicht beschädigt. Im Februar 1942 nahm sie an der Schlacht in der Sundastraße teil. Im Januar 1943 wurde sie von einem Torpedo getroffen, dessen Explosion ihr Heck abriss. Nach umfangreichen Reparaturen und Umbauarbeiten wurde sie für Konvoidienste eingesetzt. Am 18. August 1944 wurde sie bei Samar vom U-Boot USS Hardhead mit zwei Torpedos aus zwei Fächern mit insgesamt neun Torpedos getroffen. Sie ging mit dem Großteil ihrer Besatzung unter.

### Kinu
Die Kinu wurde im Januar 1921 in Kōbe auf Kiel gelegt und lief im Mai 1922 vom Stapel. Gemeinsam mit ihren Schwesterschiffen war sie zunächst im Zweiten Japanisch-Chinesischen Krieg eingesetzt. Im Pazifikkrieg nahm sie an zahlreichen Landungsoperationen teil, so bei Landungen auf der Malaiischen Halbinsel, Landungsoperation in Niederländisch Ost-Indien und Ende 1942 in Neuguinea. Im Oktober 1944, im Rahmen der Schlacht von Leyte, wurde sie in der Visayas-See von amerikanischen Trägerflugzeugen gestellt und mehrfach angegriffen. Nach drei Bombentreffern stand das Schiff in Flammen und war nicht mehr zu retten. Die Besatzung ging von Bord und das Wrack versank am Abend des 26. Oktobers.

### Abukuma
Die Abukuma wurde im Dezember 1921 in Uraga auf Kiel gelegt und lief im März 1923 vom Stapel. Sie begleitete die japanische Trägerkampfgruppe beim Angriff auf Pearl Harbor im Dezember 1941 als Teil der Eskorte. Später, im Jahr 1942, nahm sie an der Schlacht um die Aleuten teil. Im Juli 1943 wurde sie durch eine Kollision und einen Angriff von Bombern leicht beschädigt und im Anschluss für Modernisierungsmaßnahmen eingedockt. Nach Konvoi- und Patrouillendiensten wurde sie im Oktober 1944 im Zuge der Schlacht von Leyte eingesetzt. Als Teil der südlichen Kampfgruppe um die Schlachtschiffe Yamashiro und Fusō geriet sie in der Surigao-Straße in einen Hinterhalt und wurde von amerikanischen Schnellbooten durch Torpedos schwer beschädigt. Auf dem Rückmarsch fiel sie schließlich am 26. Oktober 1944 amerikanischen B-24 Bombern zum Opfer, die ihr drei Bombentreffer beibrachten. Die sich ausbreitenden Feuer lösten die Explosion eines ihres Torpedosätze aus, so dass der Kreuzer schließlich unterging.